# Quiscalus
Los quiscales o zanates son un género de aves americanas de la familia Icteridae.

## Especies
- Quiscalus lugubris (Zanate caribeño)
- Quiscalus major (Zanate pico de bote)
- Quiscalus mexicanus (Zanate mexicano)
- Quiscalus nicaraguensis (Zanate nicaragüense)
- Quiscalus niger (Zanate antillano)
- Quiscalus palustris (extinto) (Zanate del Lerma)
- Quiscalus quiscula (Zanate norteño)